# Circondario del Reno-Wupper
Il circondario del Reno-Wupper (in tedesco Rhein-Wupper-Kreis) è stato dal 1929 al 1975 uno dei circondari del distretto governativo di Düsseldorf. Appartenne alla Provincia del Reno del Regno di Prussia e dal 1946 al Land Renania Settentrionale-Vestfalia. Fino al 1931 si chiamava circondario di Solingen-Lennep. La sede amministrativa era posta nella città di Opladen. Con la riforma territoriale nella regione di Colonia del 1975, il circondario venne soppresso.
Nel 1974 il circondario confinava, in senso orario partendo da nord-ovest, con il circondario di Düsseldorf-Mettmann, con le città extracircondariali di Solingen, Remscheid e Wuppertal, con il circondario di Oberberg e del Reno-Berg, con le città di Leverkusen e Colonia, con il circondario di Grevenbroich.

## Variazioni amministrative dei comuni annessi
I comuni che facevano parte del circondario soppresso hanno avuto le seguenti variazioni amministrative in seguito alla riforma del 1975:
- Burg an der Wupper fu incorporato alla città di Solingen
- Bergisch Neukirchen e Opladen furono annessi alla città di Leverkusen
- Dabringshausen e Dhünn vennero accorpati al comune di Wermelskirchen
- Monheim venne inizialmente diviso tra Düsseldorf e Leverkusen, ma in seguito al ricorso costituzionale presentato dai membri del consiglio locale, il 1º giugno 1976 ebbe lo status di città indipendente nel circondario di Mettmann
- Hitdorf venne fuso con la città di Leverkusen
- Witzhelden fu assegnato alla città di Leichlingen
- Il villaggio di Bergisch Born venne interamente annesso alla città indipendente di Remscheid
- Burscheid, Leichlingen e Wermelskirchen furono assegnati al circondario del Reno-Berg
- Hückeswagen e Radovormwald vennero incorporati al circondario di Oberberg
- Langenfeld fu assegnato al circondario di Mettmann

## Evoluzione demografica
| Anno | Popolazione |
| ---- | ----------- |
| 1933 | 150.635     |
| 1939 | 161.448     |
| 1950 | 214.483     |
| 1960 | 178.800     |
| 1961 | 184.083     |
| 1969 | 244.700     |
| 1970 | 239.310     |
| 1973 | 260.100     |